# Останній з Віннебаго
«Останній з Віннебаго» (англ. The Last of the Winnebagos)— повість американської письменниці Конні Вілліс. Вона була вперше опублікована в журналі Asimov's Science Fiction Magazine у 1988 році та передрукована в збірках оповідань Impossible Things (1994) та The Best of Connie Willis (2013).

## Синопсис сюжету
Події розгортаються в Аризоні в антиутопічному майбутньому, де пандемія під назвою newparvo (небезпечний штам собачого парвовірусу) вбила всіх собак. Після цієї катастрофи організація Гуманне суспільство, яку дещо зловісно називають «Товариство», отримало величезні повноваження в уряді. Головний герой історії, фотожурналіст Девід МакКомб, «полює», тому що, незважаючи на те, що він професійний фотограф, жоден із портретів собак, які він зробив, не показує особистості об'єктів, а власного собаки Аберфана він взагалі не має фотографій.

## Нагороди
- Премія Г'юго-1989 за найкращу науково-фантастичну повість
- Премія «Неб'юла»-1988 за найкращу науково-фантастичну повість